# GAZ-AAA
GAZ-AAA − lekki samochód ciężarowy produkowany przez firmę GAZ w latach 1934–1943. Do napędu użyto silnika R4 o pojemności 3,3 litra. Samochód wyposażony był w mechaniczne hamulce na obu osiach oraz 4-biegową skrzynię biegów z reduktorem. Napędzane były dwie tylne osie. 
Samochód był 3-osiową wersją modelu GAZ-AA. Podczas II wojny światowej produkowano zubożoną wersję AAA – wyposażana była ona w jedną lampę przednią, płócienny dach oraz drewniane drzwi. W 1943 zakończono produkcję modelu, łącznie powstało 37 373 egzemplarzy.
Samochody wykorzystywano do tworzenia samobieżnych zestawów przeciwlotniczych. Na podwoziach samochodów GAZ-AAA budowane były m.in. samochody pancerne BA-6, BA-10 i BA-22, a także autobusy GAZ-05-193.

## Dane techniczne

### Silnik
- R4 3,3 l (3285 cm³), 2 zawory na cylinder, SV
- Układ zasilania: gaźnik
- Średnica cylindra × skok tłoka: 98,43 mm × 107,95 mm
- Stopień sprężania: b/d
- Moc maksymalna: 42 KM przy 2600 obr./min / 50 KM przy 2800 obr./min
- Maksymalny moment obrotowy: 15,5 kg•m / 17 kg•m

### Osiągi
- Prędkość maksymalna: 65 km/h (załadowany)
- Średnie zużycie paliwa: 25 – 27 l / 100 km

### Inne
- Promień skrętu: 7,5 m
- Koła: 6,5 × 20 cali
- Ładowność: 2000 kg